# Porn Wars – Episode I
Porn Wars – Episode I ist eine Porno-Adaption der Private Media Group und beruht auf der Science-Fiction-Saga „Star Wars“. Ähnlich wie bei Star Wars wurde der Film als Trilogie gedreht. Die Regie führte Kovi. Die Produktion wurde beim AVN Award 2007 ausgezeichnet. Der Film erhielt zwei Fortsetzungen mit den Titeln Porn Wars – Episode II und Porn Wars – Episode III, die ebenfalls 2006 erschienen.

## Inhalt
In einer fernen Galaxie geht die dunkle Macht (die Seth) in einer Schlacht als Sieger hervor. Dabei sind die Jodi-Krieger fast ohne Überlebende ausgelöscht worden. Die letzten Überlebenden der Jodi-Krieger bestehen aus einem Team aus Kämpferinnen. In einer Raumstation wird die sexuelle Kraft der Kampfeinheit trainiert. Dabei lernen sie auch, für ihre Feinde unsichtbar zu werden. 
Der Film beginnt im Tempel der Jodi, wo zwei Jodi-Krieger, Doren Twylight und Sonnen Lightside, eine Session nach einem Training haben. Es gibt immer einen Jodi, der zur „dunklen Seiten“ gelockt wird, und hier ist es Gracery Knighly, die von Klanz verführt wird.
Einige Jodi wurden aus dem Hinterhalt überfallen auf einem Nachbarplaneten, und ein Rettungsteam wird losgeschickt, um die Sache zu untersuchen. Gracery möchte Teil des Teams sein, ihr wird aber von den Jodi-Älteren Traley Sommersaid und Sonnen Lightside gesagt, dass sie als Jodi zu instabil sei, um zu gehen. Stattdessen werden Traley und Sonnen von Shyla Harthly und Croonly Sertsome begleitet, und die beiden Frauen entdecken einen Jodi-Krieger (The Drifter) im Jodi-Tempel des Planeten. 
Nach einer Rückblende, in der gezeigt wird, wie die Jodi von den Seth überfallen wurden, verlassen Traley, Sonnen und die anderen den Planeten wieder in ihrem Raumschiff. Kurz darauf werden sie von vier Seth-Raumschiffen angegriffen. Es gelingt ihnen, die Schiffe der Seth zu zerstören, und sie docken an eine Weltraumstation an, wo sie eine Bar besuchen. Traley fragt Cloneel Hays nach wichtigen Informationen. Als sie die Bar verlassen, bemerken sie, dass Gracery ihnen gefolgt ist. Sie nehmen sie fest und bringen sie zurück zur Jodi-Base, wo sie in eine Zelle geworfen wird. Traley und Sonnen beschließen, den Seth eine Falle zu stellen, indem sie Informationen an Gracery weitergeben. Sie lassen sie entkommen und die Informationen zum Anführer der Seth, Dart Forsennt, gelangen.
Nach einer Lesben-Szene zwischen Gracery und Dart (Gracerys Bezahlung für die Informationen), gehen Dart und Klanz, um Traley und Sonnen herauszufordern. Diese lassen das Seth-Team jedoch wissen, dass sie nicht mit Laserschwertern kämpfen werden, sondern mit Sex.

## Auszeichnungen
- 2007: AVN Award – Best Foreign Feature
- 2007: AVN Award – Best Special Effects